# Capetown Challenger 1987
Il Capetown Challenger 1987 è stato un torneo di tennis facente parte della categoria ATP Challenger Series nell'ambito dell'ATP Challenger Series 1987. Il torneo si è giocato a Città del Capo in Sudafrica dal 21 al 27 dicembre 1987 su campi in cemento.

## Vincitori

### Singolare
Pieter Aldrich ha battuto in finale  Mike Bauer con il punteggio di 1–6, 6–4, 6–2

### Doppio
Neil Broad /  Stefan Kruger hanno battuto in finale  Mike Bauer /  Luke Jensen con il punteggio di 6–4, 6–2